# 蒋惠花
蒋惠花（1998年1月22日—），中国女子举重运动员，2015年世界举重锦标赛女子48公斤级金牌得主、2018年世界举重锦标赛女子49公斤级银牌得主、2019年世界举重锦标赛女子49公斤级金牌得主、2022年世界举重锦标赛女子49公斤级金牌得主、2023年世界举重锦标赛女子49公斤级金牌得主。